# Scottish Women’s Premier League Cup 2019
Der Scottish Women’s Premier League Cup wurde 2019 zum 18. Mal ausgespielt. Der schottische Fußball-Ligapokal der Frauen, der unter den Teilnehmern der Scottish Women’s Premier League ausgetragen wurde, begann am 24. Februar 2019 und endete mit dem Finale am 10. Mai 2019 im Excelsior Stadium in Airdrie. Der Wettbewerb wurde offiziell als Scottish Building Society Scottish Women’s Premier League Cup ausgetragen. Der Ligapokal wurde im K.-o.-System mit 16 Mannschaften ausgetragen. Wurde in einem Duell nach 90 Minuten und Verlängerung kein Sieger ermittelt, so wurde ein Spiel im Elfmeterschießen entschieden.
Als Titelverteidiger startete Hibernian Edinburgh in den Wettbewerb, der im Vorjahresfinale gegen Celtic Glasgow gewann. Im diesjährigen Endspiel um den Schottischen Liga-Pokal der Frauen standen sich mit Hibernian und dem Glasgow City FC die beiden Rekordsieger des Wettbewerbs gegenüber. Hibernian erreichte das Finale zum elften Mal in der Vereinsgeschichte und zum sechsten Mal in Folge. Für Glasgow City war es ebenfalls die elfte Teilnahme am Endspiel.
Hibernian konnte durch einen 4:2-Finalsieg im Elfmeterschießen zum siebten Mal den Pokal gewinnen und wurde damit alleiniger Rekordsieger.

## Termine
| Runde         | Datum            | Spiele | Vereine | Neueinstiege |
| ------------- | ---------------- | ------ | ------- | ------------ |
| 1. Runde      | 24. Februar 2019 | 8      | 16 → 8  | keine        |
| Viertelfinale | 24. März 2019    | 4      | 8 → 4   | keine        |
| Halbfinale    | 14. April 2019   | 2      | 4 → 2   | keine        |
| Finale        | 10. Mai 2019     | 1      | 2 → 1   | keine        |

## 1. Runde
Die 1. Runde wurde am 24. Februar 2019 ausgetragen.
| Datum                       |                        | Ergebnis |                     |
| --------------------------- | ---------------------- | -------- | ------------------- |
| 24. Februar 2019, 13:00 BST | Partick Thistle        | 0:4      | Glasgow Rangers     |
| 24. Februar 2019, 14:00 BST | Hibernian Edinburgh    | 1:0      | Heart of Midlothian |
| 24. Februar 2019, 14:00 BST | Forfar Farmington      | 2:1      | FC Kilmarnock       |
| 24. Februar 2019, 16:00 BST | Hutchison Vale         | 0:13     | FC Motherwell       |
| 24. Februar 2019, 16:30 BST | Hamilton Academical    | 0:4      | FC Spartans         |
| 24. Februar 2019, 16:30 BST | University of Stirling | 2:1      | Glasgow Women       |
| 24. Februar 2019, 17:00 BST | FC St. Johnstone       | 0:9      | Glasgow City FC     |
| 24. Februar 2019, 17:15 BST | Dundee United          | 0:7      | Celtic Glasgow      |

## Viertelfinale
Das Viertelfinale wurde am 24. März 2019 ausgetragen.
| Datum                    |                        | Ergebnis |                     |
| ------------------------ | ---------------------- | -------- | ------------------- |
| 24. März 2019, 12:45 BST | Glasgow Rangers        | 4:1      | Forfar Farmington   |
| 24. März 2019, 13:00 BST | University of Stirling | 0:6      | Hibernian Edinburgh |
| 24. März 2019, 14:00 BST | Glasgow City FC        | 4:0      | Celtic Glasgow      |
| 24. März 2019, 15:30 BST | FC Motherwell          | 0:5      | FC Spartans         |

## Halbfinale
Das Halbfinale wurde am 14. April 2019 ausgetragen.
| Datum                     |                 | Ergebnis |                     |
| ------------------------- | --------------- | -------- | ------------------- |
| 14. April 2019, 13:00 BST | FC Spartans     | 0:3      | Hibernian Edinburgh |
| 14. April 2019, 16:30 BST | Glasgow City FC | 5:1      | Glasgow Rangers     |

## Finale
| Glasgow City FC                                                     | Glasgow City FC | Hibernian Edinburgh | Hibernian Edinburgh |
| ------------------------------------------------------------------- | --- | --- | ------------------- |
| Glasgow City FC                                                     | \| 10. Mai 2019 um 20:35 Uhr (Ortszeit) in Airdrie (Excelsior Stadium) \| \| Ergebnis: 0:0 n. V., 2:4 i. E. \| \| Spielbericht \| | \| 10. Mai 2019 um 20:35 Uhr (Ortszeit) in Airdrie (Excelsior Stadium) \| \| Ergebnis: 0:0 n. V., 2:4 i. E. \| \| Spielbericht \| | Hibernian Edinburgh |
| Glasgow City FC                                                     | Cheftrainer: Scott Booth | Cheftrainer: Grant Scott | Hibernian Edinburgh |
| Glasgow City FC                                                     | Elfmeterschießen | | Hibernian Edinburgh |
| Glasgow City FC                                                     | 1:0 Leanne Ross Hayley Lauder Clare Shine 2:3 Leanne Crichton                                                                     | 1:1 Siobhan Hunter 1:2 Rachael Boyle 1:3 Shannon McGregor 2:4 Cailin Michie                                                       | Hibernian Edinburgh |
| 10. Mai 2019 um 20:35 Uhr (Ortszeit) in Airdrie (Excelsior Stadium) | | |                     |
| Ergebnis: 0:0 n. V., 2:4 i. E.                                      | | |                     |
| Spielbericht                                                        | | |                     |